# Anicio Hermogeniano Olibrio
Anicio Hermogeniano Olibrio (Latín: Anicius Hermogenianus Olybrius; fl. 395 - 397) fue un aristócrata romano del siglo IV, cónsul en 395, junto con su hermano Anicio Probino, y probable padre del emperador Olibrio.

## Biografía
Hijo de Sexto Claudio Petronio Probo, uno de los hombres más poderosos de su tiempo, y de Anicia Faltonia Proba; tuvo por hermanos a Anicio Probino, Anicio Petronio Probo y Anicia Proba.
Cristiano, nació y se crio en Roma, y desempeñó el consulado junto con su hermano en 395, recién derrotado el usurpador pagano Eugenio, ocasión celebrada por el poeta Claudiano con el Panegyricus de consulatu Probini et Olybrii. 
Arusiano Mesio dedicó a ambos su Exempla elocutionum, y recibieron una carta de Quinto Aurelio Símaco en 397 (Epist. V).
Se casó con su prima Anicia Juliana y tuvieron un hijo y una hija, el futuro emperador Olibrio y Demetria.